# Burg Kühlseggen

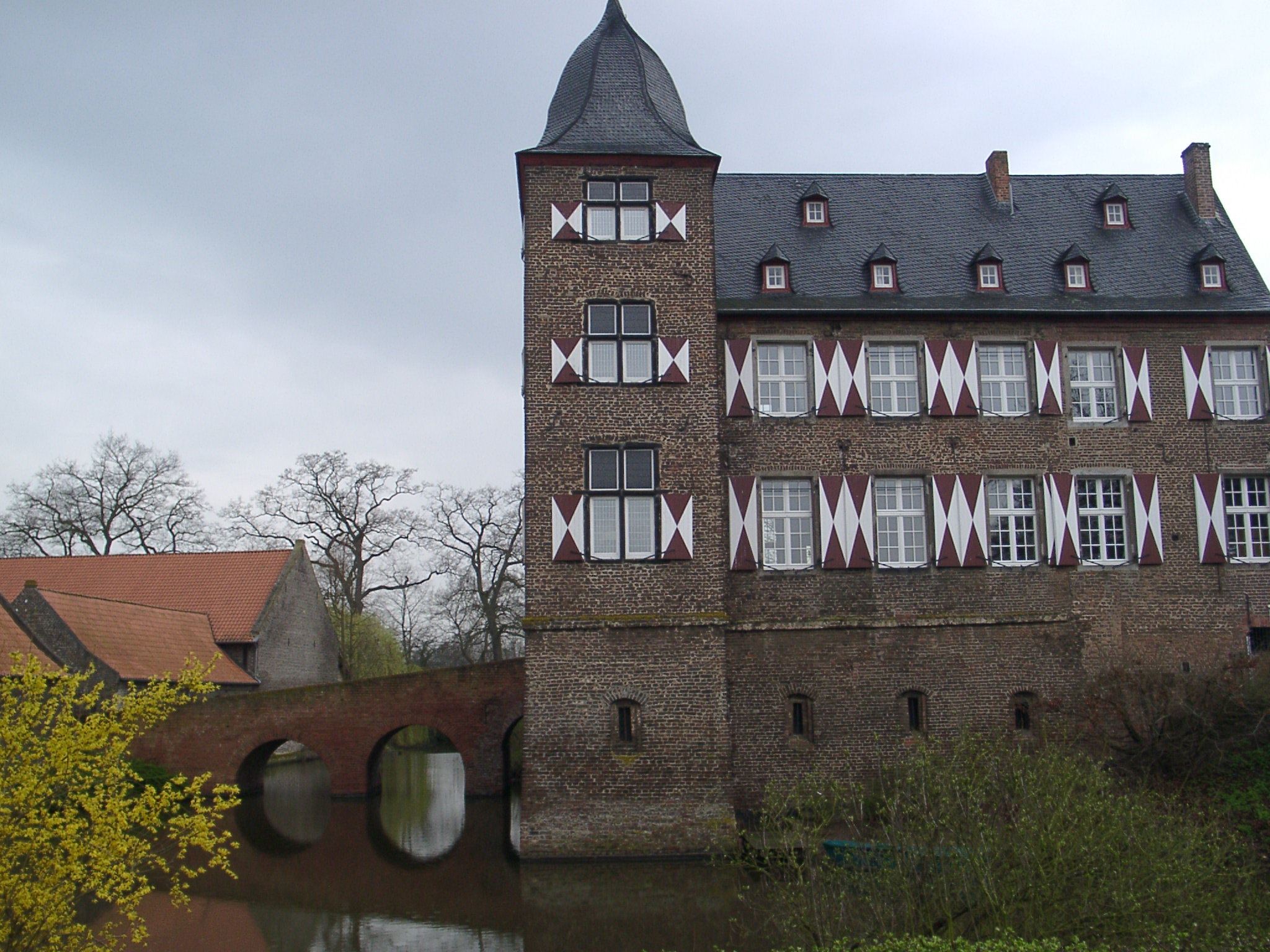
Das Wohnhaus der Burg Kühlseggen

Die Burg Kühlseggen liegt in der Gemeinde Weilerswist im Kreis Euskirchen zwischen Swist und Erft, unmittelbar an der Bundesautobahn 61 und ist eine der eindrucksvollsten Wasserburgen der Region. Bei der Burg befindet sich mit 105,5 m ü. NN der tiefste Punkt im Kreis Euskirchen. Die Anlage befindet sich in Privatbesitz und wird bewohnt. Sie kann deshalb nicht von innen besichtigt werden. Eine Außenbesichtigung entlang des vom Weilerswister Mühlenbach gespeisten Wassergrabens ist auf einem Rundweg möglich.

## Geschichte der Bewohner und Besitzer
1312 wird ein Kölner Ministeriale namens „Gobelin von Cudilsheggin“, der sich nach seinem Wohnsitz nannte, urkundlich erstmals erwähnt. Es wird deshalb angenommen, dass er der erste Besitzer der Burg Kühlseggen war. Einer seiner Nachfolger war Arnold von Umbescheiden, der 1351 auch „von Cudelzecgen“ genannt wurde.
Im Jahr 1368 wiederum ist es Walfraff Scheiffart von Merode, der als Besitzer der zu jener Zeit wohl schon befestigten Burg genannt wird. Die Scheiffart von Merode besaßen Kühlseggen bis zu Beginn des 16. Jahrhunderts und bauten es zu einem landtagsfähigen Rittersitz aus. Dann ging die Anlage durch Heirat an Goswin Brent von Vernich.
Zuvor jedoch waren bereits Erbstreitigkeiten um die Rechte an der Burg ausgebrochen. Diese wurden 1613 durch das Reichskammergericht in Speyer vollständig der Familie Raitz von Frentz zugesprochen. Deren Mitglieder verkauften den mittlerweile verfallenen und durch Kriege stark beschädigten Besitz 1616 an den Kölner Bürgermeister Johann Monumet (genannt von Bolandt) aus dem Adelsgeschlecht derer von Bolandt.
Es folgten weitere Besitzerwechsel, ehe die Kölner Jesuiten Kühlseggen 1746 erwarben und die Gebäude renovierten. Als der Jesuitenorden 1773 aufgehoben wurde, fiel dessen Besitz an das Erzstift Köln, das die Burg wenige Jahre später an die 1777 gegründete Bonner Universität überschrieb.
1781 wurden die Gebäude mit 500 Morgen umliegendem Land versteigert und gelangten so an den Freiherrn Heereman von Zuydtwyck. Dessen Tochter Josepha heiratete 1836 Clemens Wenzeslaus von Eltz-Rübenach und brachte die Burg mit in die Ehe. Noch heute ist sie im Besitz dieser Familie und wird von ihr bewohnt. Die Vorburg wird landwirtschaftlich genutzt.

## Baugeschichte

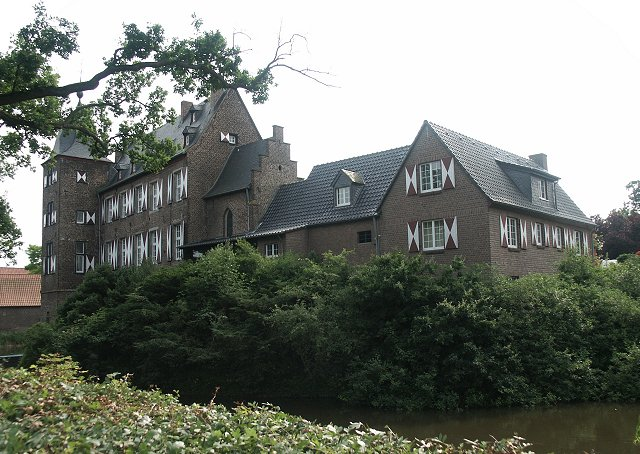
Burg Kühlseggen von Nord-Westen

Bis weit in das 19. Jahrhundert standen die Gebäude der Burganlage auf zwei Inseln: einer hoch aufgeschütteten mit dem Herrenhaus und einer zweiten Insel, auf der die Vorburg stand. Das Aussehen der ersten Burganlage ist heutzutage nicht mehr nachvollziehbar, Historiker vermuten aber, dass es sich dabei möglicherweise um eine Motte mit Wohnturm auf der Hauptinsel gehandelt haben könnte. Nicht geklärt ist auch, ob die Mauern des leicht geböschten Unterbaus der Burg Kühlseggen unter Arnold von Umbescheiden errichtet wurden, oder ob sie aus früheren Zeiten stammen.
Die Scheiffart von Merode nahmen während ihrer Zeit diverse Erweiterungen und Umbauten vor. Reste „ihrer Burg“ sind heute noch in den Mauern des Herrenhauses vorhanden.
Als die Burg 1616 in den Besitz von Johann Monumet überging, ließ dieser die vorhandenen Gebäude grundlegend erneuern. So wurden neue Balkendecken eingezogen, deren Fertigstellungstermin im Jahr 1617 durch die Maueranker am Wohnhaus dokumentiert ist. Außerdem erhielt das Hauptgebäude neue Kreuzstockfenster. Auch das Rundbogentor der Vorburg und die beiden Torpfeiler an der Hauptburg wurden während dieser Zeit errichtet. Letztere zeugen durch die noch vorhandenen Vorrichtungen davon, dass die beiden Burginseln damals durch eine Zugbrücke miteinander verbunden waren.
Die mehrfachen Besitzerwechsel in den nachfolgenden 130 Jahren waren der Bausubstanz jedoch nicht zuträglich. Als die Jesuiten die Burganlage im Jahr 1746 übernahmen, waren die Gebäude erneut stark heruntergekommen. Der Orden ließ daraufhin sämtliche baufälligen Teile abreißen. Neben einigen wenigen Außenmauern blieben lediglich das älteste aus dem Mittelalter stammende Wohnhaus und dessen angeschlossener Eckturm erhalten. Ein kleiner Anbau am Nordflügel wurde zu einer historisierend gotischen Kapelle umgebaut.

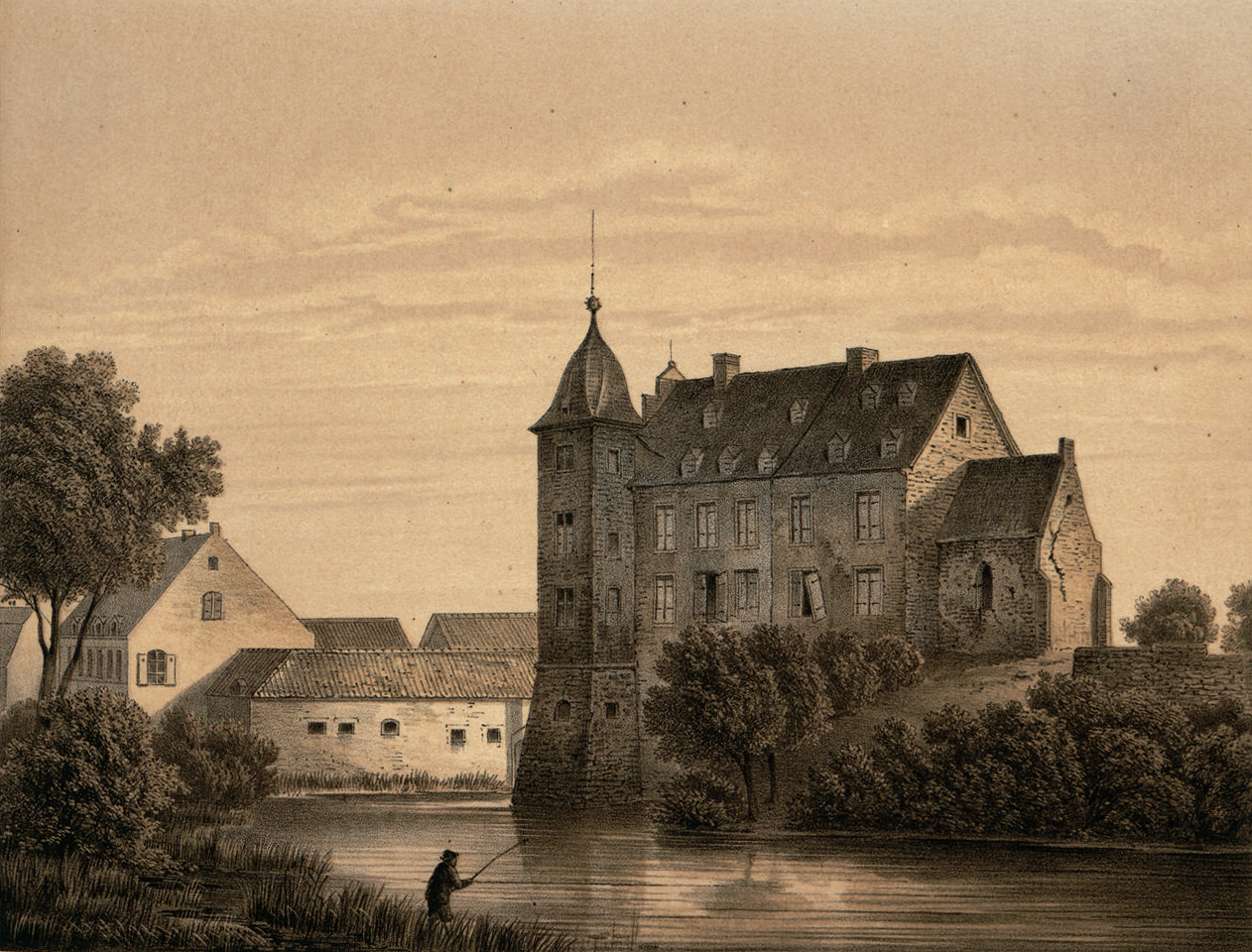
Burg Kühlseggen um 1860, Sammlung Alexander Duncker

Heereman von Zuydtwyck ließ ab 1781 die marode Vorburg renovieren und erweitern. Im 19. Jahrhundert wurden deren Wassergräben zugeschüttet, da sie ihre Wehrfunktion verloren hatten. Somit war nur noch die Hauptburg auf einer Insel gelegen.
In der zweiten Hälfte des 19. Jahrhunderts waren einige Teile der Hauptburg bereits wieder derart stark in Mitleidenschaft genommen, dass ein Treppengiebel und das Gewölbe der Burgkapelle einstürzten. Mit Unterstützung des Provinzialkonservators wurden diese jedoch wiederhergestellt.
Burg Kühlseggen sah erst ab 1962 wieder besseren Zeiten entgegen. Bis zu diesem Zeitpunkt war sie nicht bewohnt und ihre Bausubstanz stark angegriffen. Max Freiherr von Eltz-Rübenach ließ die gesamte Anlage umfassend renovieren und wieder aufbauen, um sie als privaten Wohnsitz zu nutzen. Dabei mussten die Dachstühle und der bis zu diesem Zeitpunkt vorhandene Innenausbau fast vollständig ersetzt werden und sind deshalb nicht mehr im Originalzustand erhalten.